# Морозов, Василий Петрович
Василий Петрович Морозов (ум. 1630) — русский военный и государственный деятель, воевода, окольничий, боярин во времена правления Фёдора Ивановича, Бориса Годунова, Смутное время и правление Михаила Фёдоровича.
Из дворянского рода Морозовы. Сын боярина и воеводы Петра Васильевича Морозова (ум. 1580) и Елены Михайловны Кубенской.

## Биография

### Служба Фёдору Ивановичу
В 1590 году участвовал в войне против Швеции, во время похода русской армии под командованием царя Фёдора Иоанновича на Нарву (Ругодив), где служил есаулом. Затем был назначен на воеводство в Тулу, в 1596 году стал воеводой в Пскове.

### Служба Борису Годунову
В 1600 году воевода в Мценске. В 1601 году царь Борис Фёдорович Годунов пожаловал Василия Морозова в окольничие. В 1604—1605 годах сохранил верность Годуновым и сражался против сторонников Лжедмитрия.

### Служба в Смутное время
В 1606—1607 годах по приказу нового царя Василия Ивановича Шуйского сражался против болотниковцев. В награду за службу в 1607 году получил боярский сан.
В 1608 году назначен первым воеводой в Казани, где находился до начала 1611 года. После этого присоединился к Первому народному ополчению под руководством Прокопия Петровича Ляпунова, выступившего на освобождение Москвы от польско-литовских интервентов. После гибели П. П. Ляпунова в августе 1611 года В. П. Морозов покинул ряды первого ополчения, осаждавшего Москву. В начале 1612 года примкнул ко Второму ополчению под предводительством князя Дмитрия Михайловича Пожарского и участвовал в освобождении Москвы от польско-литовских захватчиков.

### Служба Михаилу Фёдоровичу
В 1613 году участвовал в Земском соборе в Москве, где новым царем был избран Михаил Фёдорович Романов. Подписал грамоту по избранию на царство Михаила Фёдоровича.
Вошел в состав царского правительства, так как по линии матери Михаила Фёдоровича состоял с ним в родстве.
Весной 1615 года назначен первым воеводой в Псков. Его товарищами стали князь Афанасий Фёдорович Гагарин и Фёдор Леонтьевич Бутурлин, которые местничали друг с другом.
30 июля 1615 года шведский король Густав II Адольф с большой армией подошёл к Пскову. Псковские воеводы вначале навязали шведам полевое сражение, в котором погиб шведский главнокомандующий, фельдмаршал Эверт Горн. В начале августа шведы предприняли штурм, но были выбиты псковитянами из города. Шведский король полностью окружил город и приступил к осаде. Шведы построили в Запсковье и на Завеличье десять городков и навели два моста через р. Великую. 9 октября после трехдневного артиллерийского обстрела шведская армия вновь двинулась на штурм, но псковский гарнизон отразил атаки противника. 17 октября 1615 года шведский король Густав II Адольф снял осаду и отступил от Пскова. Царь Михаил Фёдорович отправил к трём воеводам во Псков стольника князя Татева с «жалованным словом, и о здоровье спрашивать, и с золотыми».
В январе 1616 года по царскому указу Василий Петрович вместе с двумя младшими воеводами был вызван в Москву. В 1619 году встречал возвращавшегося из плена патриарха Филарета, отца царя Михаила Фёдоровича.
В 1626 году вторично отправлен на воеводство в Казань. В 1629 году назначен главой Владимирского Судного приказа.
Умер в 1630 году, похоронен в Чудовом монастыре, могила утрачена.

## Семья
Отец: Петр Васильевич Морозов (ум. 1580)
Мать: Елена Михайловна Кубенская (до 1540 — 30 мая ?)
Женат на дочери воеводы Василия Яковлевича Волынского-Щепы.
Дети:
- Ксения Васильевна Морозова (ум. 1670) — жена князя Ивана Васильевича Голицына
- Иван Васильевич Морозов (ум. после 1655) — боярин, женат на Степаниде Семёновне Коробьиной.
- Елена Васильевна Морозова (ум. 1666) — жена князя Юрия Алексеевича Долгорукова (ум. 1682)
- Мария Васильевна Морозова — жена князя Андрея Васильевича Голицына.